# Liste der Kulturdenkmale im Stadtbezirk Östliches Ringgebiet
Die Liste der Kulturdenkmale im Stadtbezirk Östliches Ringgebiet umfasst die Kulturdenkmale im Braunschweiger Stadtbezirk Östliches Ringgebiet, größtenteils basierend auf der Denkmaltopographie Bundesrepublik Deutschland, dem Braunschweiger Leit- und Informationssystem BLIK und Veröffentlichungen der Denkmalschutzbehörde Braunschweig. Nach 1996 eingetragene Kulturdenkmale können dabei möglicherweise nicht berücksichtigt worden sein.

## Kulturdenkmale
| Bild                           | Bezeichnung                    | Lage                            | Beschreibung | Bauzeit   | Eingetragen seit | Denkmal- nummer |
| ------------------------------ | ------------------------------ | ------------------------------- | --- | --------- | ---------------- | --------------- |
| Ehemaliges Luftflottenkommando | Ehemaliges Luftflottenkommando | Grünewaldstraße 12 Karte        | Von 1936 bis 1938 für das Luftflottenkommando 2 errichteter bis zu fünfgeschossiger Gebäudekomplex. Heutige Nutzung unter anderem durch die IGS Franzsches Feld. | 1936–1938 |                  |                 |
| Friedenskapelle Marienstift    | Friedenskapelle Marienstift    | Helmstedter Straße 35 Karte     | |           |                  |                 |
| weitere Bilder                 | Friedhof Hochstraße            | Hochstraße                      | |           |                  |                 |
| weitere Bilder                 | Jasperallee                    | Jasperallee Karte               | Die Jasperallee, die frühere Kaiser-Wilhelm-Straße, entstand ab 1890 und bildet eine der Hauptachsen des Östlichen Ringgebiets. Grundlage für den Bau der Anlage war der Ortsbauplan von Stadtbaurat Ludwig Winter aus dem Jahr 1889. Vorbild waren die Berliner Boulevards. Entlang der Allee entstanden repräsentative Wohnbauten im Stil des Historismus.                                                                                        | ca. 1890  |                  |                 |
| weitere Bilder                 | Kolonialdenkmal                | Jasperallee Karte               | 1925 durch Jakob Hofmann geschaffenes Denkmal aus Elm-Muschelkalkstein. Der Entwurf entstand auf Initiative des Vereins „Ehemalige Ostasiaten und Afrikaner“. Es erinnert an die nach dem Ersten Weltkrieg verloren gegangenen deutschen Kolonien und an die dort gefallenen 5000 Soldaten und Zivilisten. | 1925      |                  |                 |
| weitere Bilder                 | Mars-la-Tour-Kaserne           | Altewiekring 20A                | | 1892      |                  |                 |
| weitere Bilder                 | Matthäuskirche                 | Herzogin-Elisabeth-Straße 80A   | |           |                  |                 |
| weitere Bilder                 | Nußberg                        | An der Matthäuskirche Karte     | Hügelgelände mit einer Höhe von 93 Metern über dem Meeresspiegel, das 1265 erstmals urkundlich erwähnt wurde und über mehrere Jahrhunderte als Steinbruch für die Bauten der Stadt Braunschweig diente. Heute dient es vor allem der Naherholung. Zum Ensemble Nußberg gehören das Gelände des Steinbruchs, die Ehrensäule (Olfermann-Denkmal), die Rodelbahn, die Thingstätte, die Rednerkanzel, der Beobachtungsbunker und die Luftschutzstollen. |           |                  |                 |
| Parkstraße 11                  | Parkstraße 11                  | Parkstraße 11 Karte             | Spätklassizistische Villa mit 1906 eröffnetem Café Okerterrassen. | 1873      |                  |                 |
| weitere Bilder                 | Paulikirche                    | Jasperallee 35C Karte           | Neogotische Kirche aus dem Jahr 1902 als Mittelpunkt des Östlichen Ringgebiets. Erbaut nach Plänen des Architekten Ludwig Winter. | 1901–1902 |                  |                 |
| weitere Bilder                 | Prinz-Albrecht-Park            | Herzogin-Elisabeth-Straße Karte | Der Prinz-Albrecht-Park (Prinzenpark) wurde nach Plänen von Friedrich Kreiß angelegt. Der etwa 58 Hektar große Park wurde 1900 fertiggestellt und entstand auf dem ehemaligen Gelände des Großen Exerzierplatzes, das 1887 verlegt wurde. 1911 wurde ein von Ludwig Winter entworfenes Denkmal für Prinz Albrecht von Preußen aufgestellt. | bis 1900  |                  |                 |
| Rednerkanzel auf dem Nußberg   | Rednerkanzel auf dem Nußberg   | Karte                           | Rednerkanzel am ehemaligen Aufmarschfeld der SA. |           |                  |                 |
| Grundschule Comeniusstraße     | Grundschule Comeniusstraße     | Comeniusstraße 11 Karte         | | bis 1903  |                  |                 |
| Schule Heinrichstraße          | Schule Heinrichstraße          | Heinrichstraße 30               | |           |                  |                 |
| weitere Bilder                 | Stadtpark                      | Jasperallee                     | |           |                  |                 |
| Stadtparkrestaurant            | Stadtparkrestaurant            | Jasperallee 42 Karte            | Erbaut in den Jahren 1884 bis 1887 nach Plänen des Architekten Ludwig Winter. | 1884–1887 |                  |                 |
| Villa Bismarckstraße 4+5       | Villa Bismarckstraße 4+5       | Bismarckstraße 4+5              | |           |                  |                 |
| Stadtvilla Bismarckstraße 6    | Stadtvilla Bismarckstraße 6    | Bismarckstraße 6 Karte          | Historistische Stadtvilla im Neorenaissance-Stil mit Ziegelfassade und Putzornamenten. Bauantrag 1890. Errichtung im Auftrag und nach Plänen der Maurerfirma Krause & Stege. Preisträger des Preises für Denkmalpflege der Niedersächsischen Sparkassenstiftung im Jahr 2000. | ca. 1890  |                  |                 |
| Villa Bismarckstraße 7         | Villa Bismarckstraße 7         | Bismarckstraße 7                | |           |                  |                 |
| Villa Bismarckstraße 8         | Villa Bismarckstraße 8         | Bismarckstraße 8                | |           |                  |                 |
| Villa Bismarckstraße 9         | Villa Bismarckstraße 9         | Bismarckstraße 9                | |           |                  |                 |
| Villa Bismarckstraße 10        | Villa Bismarckstraße 10        | Bismarckstraße 10               | Krankenhaus Sankt Vinzenz |           |                  |                 |
| Villa Bismarckstraße 16        | Villa Bismarckstraße 16        | Bismarckstraße 16               | |           |                  |                 |
| weitere Bilder                 | Tillsche Häuser                | Jasperallee 22-24 Karte         | Häuserzeile, errichtet nach Plänen des Architekten J. Till. | 1889      |                  |                 |
| weitere Bilder                 | Villa Cramer von Clausbruch    | Bismarckstraße 10 Karte         | Historistische Villa mit Renaissance-Elementen mit maurischem Einfluss für August Cramer von Clausbruch (1854–1927), erbaut von 1889 bis 1890 nach Plänen von Constantin Uhde (1836–1905). 1933 erfolgte der Umbau zum St.-Vinzenz-Krankenhaus, in den 1980ern folgten An- und Umbauten. Zum 31. Dezember 2016 wurde der Betrieb des Krankenhauses eingestellt.                                                                                     | 1889–1890 |                  |                 |
| weitere Bilder                 | Villa Natalis                  | Parkstraße 8 Karte              | Historistische Villa, erbaut von 1873 bis 1874. Preisträger des Preises für Denkmalpflege der Niedersächsischen Sparkassenstiftung im Jahr 2010. | 1873–1874 |                  |                 |
| weitere Bilder                 | Wasserturm                     | Hochstraße 15 Karte             | Historistischer Wasserturm aus dem Jahr 1901. Errichtet nach Plänen des Stadtbaumeisters Max Osterloh. | 1901      |                  |                 |
| Wohnhaus Altewiekring 12       | Wohnhaus Altewiekring 12       | Altewiekring 12 Karte           | Dreigeschossiges Mehrfamilienwohnhaus im historistischen Stil, erbaut im Jahr 1887. | 1887      |                  |                 |
| Wohnhaus Fasanenstraße 25      | Wohnhaus Fasanenstraße 25      | Fasanenstraße 25 Karte          | Dreigeschossiges Mehrfamilienwohnhaus aus der Gründerzeit. |           |                  |                 |
| Wohnhaus Jasperallee 1A        | Wohnhaus Jasperallee 1A        | Jasperallee 1A Karte            | |           |                  |                 |
| Wohnhaus Jasperallee 2         | Wohnhaus Jasperallee 2         | Jasperallee 2                   | |           |                  |                 |
| Wohnhaus Jasperallee 46        | Wohnhaus Jasperallee 46        | Jasperallee 46 Karte            | Dreigeschossiges Mehrfamilienwohnhaus aus der Gründerzeit im historistischen Stil. Erbaut im Jahr 1901 nach Plänen des Kreismaurermeisters W. Wedler. Teil einer vierteiligen Reihenhausanlage. | 1901      |                  |                 |
| Wohnhaus Jasperallee 47/48     | Wohnhaus Jasperallee 47/48     | Jasperallee 47/48               | |           |                  |                 |
| Wohnhaus Jasperallee 49/50     | Wohnhaus Jasperallee 49/50     | Jasperallee 49/50               | |           |                  |                 |
| Wohnhaus Jasperallee 53        | Wohnhaus Jasperallee 53        | Jasperallee 53 Karte            | Dreigeschossiges Mehrfamilienwohnhaus aus der Gründerzeit. Erbaut in den Jahren 1898 bis 1899 nach Plänen der Architekten Rasche & Kratzsch aus Braunschweig. | 1898–1899 |                  |                 |
| Wohnhaus Kasernenstraße 1      | Wohnhaus Kasernenstraße 1      | Kasernenstraße 1                | |           |                  |                 |
| BW                             | Wohnhaus Moltkestraße 6        | Moltkestraße 6 Karte            | |           |                  |                 |
| Wohnhaus Roonstraße 19         | Wohnhaus Roonstraße 19         | Roonstraße 19 Karte             | Viergeschossiges Mehrfamilienwohnhaus im Jugendstil. Steinbau aus den Jahren 1905 bis 1906 mit Schmuckfachwerk. Bauherr war die Firma Böller & Staats aus Braunschweig, die das Gebäude ebenfalls entworfen hat. | 1905–1906 |                  |                 |
|                                | Wohnhäuser Altewiekring        | Altewiekring                    | Wohnhäuser 11–15, 19, 21–26, 55–69 |           |                  |                 |
|                                | Wohnhäuser Hagenring           | Hagenring                       | Wohnhäuser 3–8, 13–25, 75–91 |           |                  |                 |
|                                | Wohnhäuser Humboldtstraße      | Humboldtstraße                  | Wohnhäuser 11–21 |           |                  |                 |

### Weitere
- Bernerstraße Straßenanlage und Häuser 1 bis 10
- Blücherstraße 4 bis 6
- Comeniusstraße 11 (Schule)
- Fasanenstraße 25, 26, 31, 57, 58
- Georg-Westermann-Allee 28, 29
- Gneisenaustraße 1
- Grünanlage zwischen Howaldtstraße, Helmstedter Straße und Hochstraße
- Grünewaldstraße 2, 10, 11, 12, 12A, 17 bis 20
- Hänselmannstraße 3
- Heinrichstraße 9, 26, 30 (Schule), 39
- Helmstedter Straße 1 (Nördliches Torhaus), 6, 7
- Herzogin-Elisabeth-Straße 81
- Hochstraße 21
- Howaldstraße 2, 3, 4
- Humboldtstraße Kasernengebäude 30A, 30B, 31A, 31B, 32, 33, 35
- Husarenstraße 43 bis 47
- Jasperallee 7 bis 26, 35D (Paulikirche), 36 bis 54, 68, 69, 70, 71, 78 bis 82, 86, 87
- Kasernenstraße 31, 32, 33, 34
- Lützowstraße 1 bis 4
- Moltkestraße 1, 3 bis 6
- Olfermannstraße 18
- Parkstraße 9
- Schunterstraße 1, 58
- Steinbrecherstraße 3, 19, 20
- Südliches Torhaus Fallersleber Tor